# Metropolis–Part I: "The Miracle and the Sleeper"
Metropolis–Part I: "The Miracle and the Sleeper" è un brano musicale del gruppo musicale statunitense Dream Theater, quinta traccia del secondo album in studio Images and Words, pubblicato il 7 luglio 1992 dalla Atco Records.
Sebbene non sia mai stato pubblicato come singolo, il brano è stato inserito all'interno di una musicassetta promozionale.

## Descrizione
Metropolis—Part I: "The Miracle and the Sleeper" era originariamente conosciuta come Crumbling Metropolis, tuttavia la parola Crumbling fu successivamente omessa intorno al 1989. "Part I", invece, venne inserito nel titolo originariamente da John Petrucci quasi ironicamente, in quanto un seguito non era programmato.
Durante gli anni la richiesta di un possibile seguito da parte dei fan crebbe in modo notevole, così il gruppo decise di incidere la seconda parte durante le fasi registrazione di Falling into Infinity, completandolo sotto forma di album nel 1999: Metropolis Pt. 2: Scenes from a Memory.

## Esibizioni dal vivo
Nell'album dal vivo Once in a LIVEtime del 1998 il brano è stato eseguito all'interno di un medley insieme a Learning to Live e A Change of Seasons VII: The Crimson Sunset.
Nel film Dream Theater: Live at Luna Park Metropolis—Part I: "The Miracle and the Sleeper" appare in una versione estesa di circa tre minuti, pubblicata dal gruppo stesso attraverso il proprio canale YouTube.

## Utilizzo nei media
Il brano è stato inserito nel videogioco Rock Band 4 come uno dei brani più difficili.

## Tracce
1. Metropolis-Pt.I:"The Miracle and the Sleeper" – 9:30 (testo: John Petrucci – musica: Dream Theater)

## Formazione
Gruppo
- James LaBrie – voce, cori
- Kevin Moore – tastiera
- John Myung – basso
- John Petrucci – chitarra
- Mike Portnoy – batteria, percussioni

Produzione
- David Prater – produzione, missaggio
- Doug Oberkircher – ingegneria del suono, missaggio
- Steve Regina – assistenza all'ingegneria del suono
- Ted Jensen – mastering
- Larry Freemantle – direzione artistica
- Dan Muro – fotografia